# نادی‌پالی
نادْیْ‌پالی (به مجاری:  Nagypáli) یک منطقهٔ مسکونی در مجارستان است که در زالا واقع شده‌است. نادی‌پالی ۶٫۳۴ کیلومتر مربع مساحت و ۴۶۹ نفر جمعیت دارد و ۱۸۲ متر بالاتر از سطح دریا واقع شده‌است.